# A Long Time Comin'
| Recensione    | Giudizio   |
| ------------- | ---------- |
| AllMusic      | [ 1 ]      |
| Sputnikmusic  | 2.9 (Good) |
| 24.000 dischi | [ 3 ]      |
| Debaser       | [ 4 ]      |

A Long Time Comin' è il secondo album dei The Electric Flag che fu pubblicato dall'etichetta Columbia Records nel marzo del 1968 e prodotto da John Court.
Nel 2003 la Columbia Records ristampò l'album rimasterizzato su CD, con l'aggiunta di quattro brani bonus.

## Tracce
Lato A
1. Killing Floor – 4:11 (Chester Burnett) – Registrato nel gennaio 1968
2. Groovin' Is Easy – 3:05 (Ron Polte) – Registrato nel luglio 1967
3. Over-Lovin' You – 2:10 (Mike Bloomfield, Barry Goldberg) – Registrato nel luglio 1967
4. She Should Have Just – 5:04 (Ron Polte) – Registrato nel settembre 1967
5. Wine – 3:15 (Brano tradizionale; arrangiamento e adattamento di Mike Bloomfield) – Registrato nel gennaio 1968

Lato B
1. Texas – 4:48 (Mike Bloomfield, Buddy Miles) – Registrato nel gennaio 1968
2. Sittin' in Circles – 3:53 (Barry Goldberg) – Registrato nel settembre 1967
3. You Don't Realize – 4:58 (Mike Bloomfield) – Registrato nel settembre 1967
4. Another Country – 8:46 (Ron Polte) – Registrato nel gennaio 1968
5. Easy Rider – 0:50 (Mike Bloomfield) – Registrato nel gennaio 1968

- Brano Groovin' Is Easy, nelle note dell'album originale il pezzo è accreditato a Ron Polte, nell'edizione su CD del 2003 è assegnato a Nick Gravenites

Edizione CD del 2003, pubblicato dalla Columbia Records (512828 2)
1. Killing Floor – 4:12 (Chester Burnett)
2. Groovin' Is Easy – 3:03 (Nick Gravenites)
3. Over-Lovin' You – 2:10 (Barry Goldberg, Mike Bloomfield)
4. She Should Have Just – 5:01 (Ron Polte)
5. Wine – 3:14 (Brano tradizionale; arrangiamento e adattamento di Mike Bloomfield)
6. Texas – 4:47 (Mike Bloomfield, Buddy Miles)
7. Sittin' in Circles – 3:52 (Barry Goldberg)
8. You Don't Realize (Dedicated with great respect to Steve Cropper and Otis Redding) – 4:54 (Mike Bloomfield)
9. Another Country – 8:44 (Ron Polte)
10. Easy Rider – 0:51 (Mike Bloomfield)
11. Sunny – 3:59 (Bobby Hebb) – Bonus Track
12. Mystery – 2:54 (Buddy Miles) – Bonus Track
13. Look into My Eyes – 3:03 (Buddy Miles, Harvey Brooks) – Bonus Track - Previously Unavailable
14. Goin' Down Slow – 4:44 (James B. Oden) – Bonus Track - Previously Unavailable

## Formazione
- Mike Bloomfield - chitarra, percussioni, accompagnamento vocale
- Nick Gravenites - percussioni
- Barry Goldberg - tastiere, percussioni
- Mike Fonfara - tastiere
- Peter Strazza - sassofono tenore
- Herbie Rich - sassofono tenore, sassofono baritono, tastiere
- Marcus Doubleday - tromba, percussioni
- Paul Beaver - sintetizzatore moog
- Harvey Brooks - chitarra, basso, percussioni
- Buddy Miles - batteria, percussioni, voce

### Ospiti
- Cass Elliot - accompagnamento vocale-coro (brano: Groovin' Is Easy, non accreditata nelle note di copertina)
- Sivuca (Severino De Oliveira) - chitarra, percussioni
- Richie Havens - sitar, percussioni
- Bob Notkoff - solo violino, archi
- Charles McCracken - strings
- George Brown - strings
- Julius Held - strings
- Leo Daruczek - strings
- John Court - percussioni, accompagnamento vocale
- Joe Church - percussioni